# 胡贤德
胡贤德（1934年18月27日—2017年9月25日），聖名瑪竇，天主教寧波教區主教，是教廷與北京共同承認的主教。
1949年領洗。1950年9月進教區小修院；1957年轉學上海徐家匯總修院；1958至1965年受勞改。1978年後，他獲得平反，繼續務農。1985年春入上海佘山修院，複習神學等課程。1985年11月21日於上海徐家匯主教座堂從上海教區金魯賢主教手中領受鐸品。
1986年回教區做牧靈工作；1987年12月到慈溪新浦堂服務。2000年5月14日晉牧為助理主教，2004年5月4日「自動」出任正權主教。
晚年膀胱、胰腺、肺部都患上癌症，而且「胰腺發病很快」。2017年9月25日於主教府去世。